# Рекуператор
Рекуператор (лат. recuperator — одержує назад, той що повертає) — теплообмінник поверхневого типу, який використовує теплоту зі стороннього джерела, скажімо, вихлопних газів двигуна. У рекуператорі теплообмін здійснюється безперервним чином через теплопровідну стінку, яка розділяє теплоносії. На відміну від регенератора, траси потоків теплоносіїв у рекуператорі не змінюються.

Три топології систем обміну

Рекуператори розрізняють за схемою відносного руху теплоносіїв — протиточні, перехресноточні, прямоточні та ін; за конструкцією — трубчасті, пластинчасті, ребристі та ін.; за матеріалом виготовлення — металеві, мембранні, пластикові та ін.; за призначенням — із підігріванням повітря, газу, рідин, із випаровуваням, конденсатори тощо.

## Особливості
Можна використати як тепло витяжного повітря для підігрівання припливного, так і навпаки. Цей процес називається утилізацією тепла або рекуперацією.
Рекуператори бувають декількох типів.
Найпоширеніший тип: перехресноточний пластинчастий рекуператор.
Найефективніші системи протипоточного обміну.
Найкраще, коли теплообмінник в рекуператорі мідний. Мідь — це природний антисептик. В мідних рекуператорах створюється середовище, при якому без додаткових фільтрів повітря очищується, а мікроорганізми не розмножуються. Хоча у побутових повітряних рекуператорах останнім часом все частіше використовують керамічні теплообмінники як більш надійні та прості у виробництві. Також побутові рекуператори оснащуються системою фільтрів, які треба періодично чистити або замінювати.
Необхідно враховувати утворення конденсату і намерзання льоду на зовнішньому вихідному отворі при мінусових зовнішніх температурах.

## Принцип роботи

### Пластинчатий рекуператор

Варіанти розподілу теплого і холодного повітря в пластинчастих рекуператорах

Протипоточний обмін теплотою. Варто відзначити наявність градієнта, яка забезпечує нагрівання холодного потоку і охолодження гарячого, але лише при їх протилежно спрямованому русі.

Пластинчастий рекуператор являє собою касету з металевих листів (монолітну або розбірну), у якій витяжне та припливне повітря проходять по каналах, що виштамповані на листах або утворені проміжними ущільнювачами. Обидва потоки не змішуються, й відбувається неминучий теплообмін шляхом одночасного нагрівання й охолодження пластин із різних сторін. Для пластинчатого рекуператора легко реалізуються всі три типи роботи теплообмінників: зустрічний, перехресний та/або супутній потік середовищ. Пластинчатий рекуператор є одним із найпоширеніших завдяки своїй дешевизні, компактній конструкції та можливості легкого обслуговування/чищення в разі розбірної конструкції. Розбірний пластинчастий рекуператор є єдиним можливим варіантом теплообмінника, який забезпечує високу гігієнічність вхідного повітря впродовж усього життєвого терміну експлуатації без втрат ефективності теплообміну.
Найефективнішою робота рекуператора має бути при протиточному руху середовищ у теплообміннику, тому що, з огляду на невеликі перепади температур при рекуперації для кондиціювання повітря, поверхні теплообміну не перевантажені і накип на поверхнях не утворюється. Слід завжди пам'ятати про точку роси та випадання конденсату при експлуатації теплообмінників. Також існує ймовірність обмерзання витяжки рекуператора зовні за дуже низьких зовнішніх температур.
Ефективність утилізації тепла в припливно-витяжних пластинчастих рекуператорах можна охарактеризувати, як високу. У рекуператорах з мідним теплообмінником теплопровідність стінки між теплоносіями значно краща, коефіцієнт рекуперації тепла досягає до 92 %.[джерело?]

### Роторний регенератор
Роторний регенератор являє собою короткий циліндр, начинений розташованими вздовж і щільно упакованими шарами гофрованої сталі. Такий ротор розташовується в осьовому напрямку припливно-витяжної установки. Обертаючись, барабан регенератора спочатку пропускає через себе тепле витяжне, потім холодне припливне повітря. Пластини по черзі нагріваються й охолоджуються, віддаючи тепло вхідному холодному повітрю, безперервно підігріваючи його. Такий тип теплоутилізатора є найефективнішим, то в той же час доволі громіздким. Тому такі установки застосовують найчастіше на великих об'єктах, де є можливість розташувати припливно-витяжну систему в просторій вентиляційній камері.

### З проміжним теплоносієм
Існують також рекуператори з проміжним теплоносієм — два рідинні теплообмінники, по яких циркулює розчин етиленгліколю. Такі пристрої є єдино можливими в тому випадку, коли рекуперація проходить в роздільних системах, — припливна і витяжна секції відокремлені одна від одної на деякій відстані. Також використовуються у випадках, коли неприпустиме перемішування припливного і витяжного повітря. Циркуляція теплоносія може відбуватися і природним способом, але частіше застосовується примусовий рух за допомогою циркуляційного насоса. Для досягнення максимальної ефективності такого рекуператора необхідне регулювання потоку теплоносія відповідно до проєкту.

## Ефективність

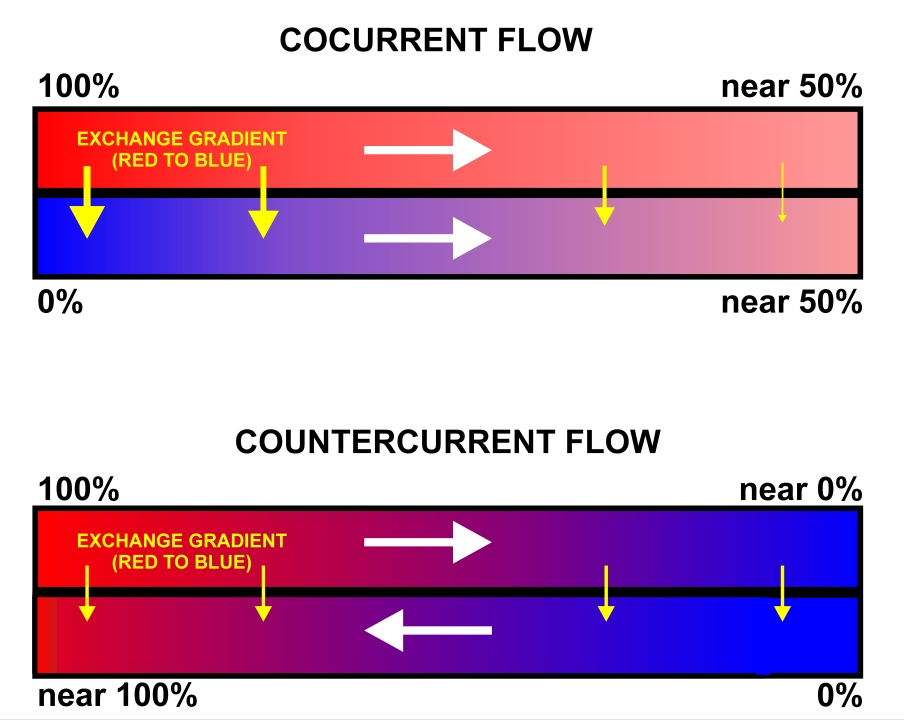
Схеми ілюструють залежність ступеня міжпоточного обміну теплотою від напрямку руху речовин. Червоним кольором позначена висока температура, синім — низька. Жовті стрілки вказують на напрямок переходу теплової енергії та їх інтенсивність величина градієнта. Білі стрілки вказують напрямок руху речовин.

Різні типи рекуператорів дозволяють економити від 20 до 60 % тепла, яке виділяється з приміщення разом із витяжним повітрям.[джерело?]
Для невеликих промислових систем застосування утилізаторів тепла в установках із витратою повітря до п'ятисот кубометрів за годину в більшості випадків не є фінансово виправданим, оскільки в цьому випадку економічна ефективність буде незначною при урахуванні витрат на його роботу та обслуговування, подорожчання установки та збільшенні габаритних розмірів самої установки з утилізатором.
Доцільність використання рекуператора підвищується для утеплених побутових приміщень що обігріваються, якщо рекуператор використовується для забезпечення житлового приміщення свіжим чистим повітрям, то витрати можуть бути менші аніж спричинені потребою підігріву припливного повітря без використання рекуператора.
Використовуючи вертикальні самопливні рекуператори можна позбутися витрат на забезпечення роботи рекуператора.
Кількість теплоти, що може бути переданою, більша при русі речовин в протилежні боки (до 99 %), ніж при їх русі в один бік (до 50 %), оскільки рух в протилежних напрямках дозволяє підтримувати в речовинах температурний градієнт. При обміні між речовинами, що рухаються в одному напрямку початковий градієнт вище, але він швидко знижується, і потенціал втрачається даремно. Тобто при русі речовин в одному напрямку теплота передається не повністю. А протипоточний обмін дозволяє досягти кращого результату за таких самих умов.
Протипоточний обмін — майже повний. При протипоточному обміні два потоки рухаються в протилежних напрямках.
Протипоточна обмінна система може підтримувати практично постійний градієнт між двома потоками по всій довжині контакту. Якщо довжина і площа контакту достатньо великі, а швидкість руху речовини досить низька, це може призвести до практично повного обміну. Тож, наприклад, при обміні теплотою речовина, що нагрівається матиме приблизно таку саму температуру як на початку мала речовина, що охолоджується. При проти поточному обміні теплотою гаряча речовина стає холодною, а холодна — гарячою.